# 伯尼 (匈牙利)
伯尼，是匈牙利杰尔-莫雄-肖普朗州所辖的一个村。总面积50.42平方公里，总人口2184，人口密度43.3人/平方公里（2011年1月1日）。